# Гозау (Австрия)
Гозау (нем. Gosau) — коммуна (нем. Gemeinde) в Австрии, в федеральной земле Верхняя Австрия.
Входит в состав округа Гмунден. Население составляет 1906 человек (на 1 января 2008 года). Занимает площадь 114 км². Официальный код — 40706.

## Политическая ситуация
Бургомистр коммуны — Герхард Гамзегер (СДПА) по результатам выборов 2003 года.
Совет представителей коммуны (нем. Gemeinderat) состоит из 25 мест.
- СДПА занимает 15 мест.
- АНП занимает 6 мест.
- АПС занимает 4 места.